# Dolicheremaeus praeoccupatus
Dolicheremaeus praeoccupatus är en kvalsterart som beskrevs av Subías 2004. Dolicheremaeus praeoccupatus ingår i släktet Dolicheremaeus och familjen Tetracondylidae. Inga underarter finns listade i Catalogue of Life.